# Yoshiaki Oiwa
Yoshiaki Oiwa, detto Yoshi (大岩 義明?, Ōiwa Yoshiaki; Nagoya, 19 luglio 1976), è un cavaliere giapponese.

## Biografia
Ha iniziato a cavalcare durante le scuole medie e si è dedicato al concorso completo all'università. 
Nel 2001, Yoshi si è trasferito nel Regno Unito per inseguire la carriera nel concorso completo, allenandosi con Andrew Hoy e nel 2009 si è trasferito in Germania. Ora si allena con il cavaliere tedesco Dirk Schrade.
Ha ricevuto il premio come Miglior Atleta Equestre agli sport awards giapponesi nel 2005, 2007 e 2011.
Ai Giochi della XXIX Olimpiade, ha concluso al 49° posto nel concorso completo individuale. Non era presente una squadra giapponese.
Ai Giochi della XXX Olimpiade ha gareggiato nel concorso completo individuale e nel concorso completo a squadre. Dopo aver terminato al primo posto nella fase di dressage della competizione individuale, è stato eliminato dopo la fase di cross-country.
Ai Badminton Horse Trials del 2017, ha ottenuto l'ottavo posto con The Duke Of Cavan.
Nel giugno 2017 è diventato il primo cavaliere giapponese a vincere una competizione CCI*** al di fuori del Giappone, quando ha vinto i Bramham Horse Trials, nello Yorkshire.
Ha vinto una medaglia di bronzo ai Giochi della XXXIII Olimpiade.